# Bánh ú
Bánh ú (tiếng Trung: 粽子; bính âm: zòngzi; Việt bính: zung2zi2; Hán Việt: tống tử), còn được gọi là bánh bá trạng (dịch nghĩa Hán Việt của tiếng Mân) là một loại bánh xuất xứ từ Trung Quốc. Vào ngày Tết Đoan ngọ mồng 5 tháng 5 Âm lịch, người Việt có bánh ú tro, còn với người Hoa thì không thể thiếu bánh ú. Một số người Việt Nam còn quen gọi nó là bánh chưng Trung Quốc.

## Nguồn gốc

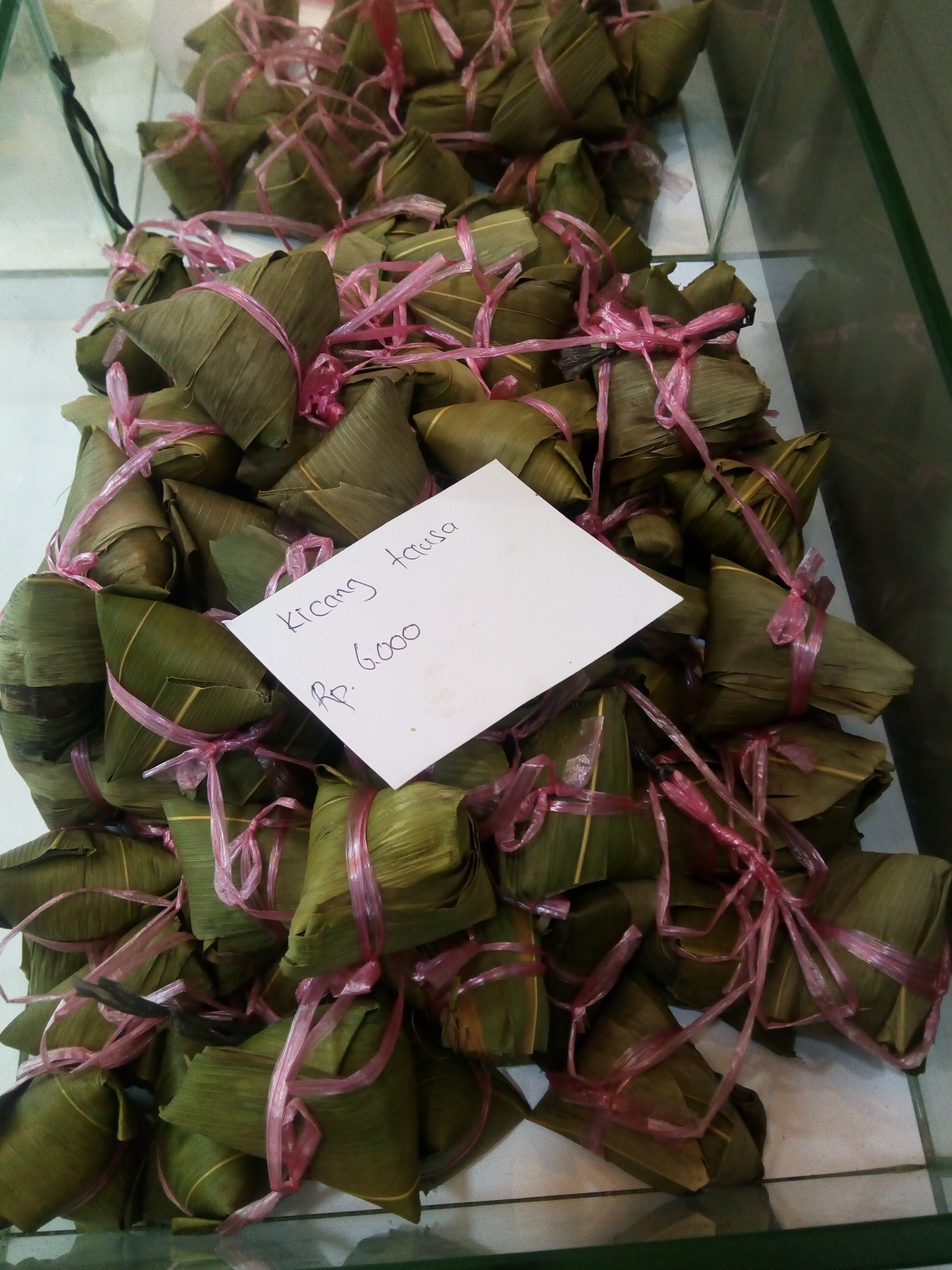
Bánh ú Quảng Đông

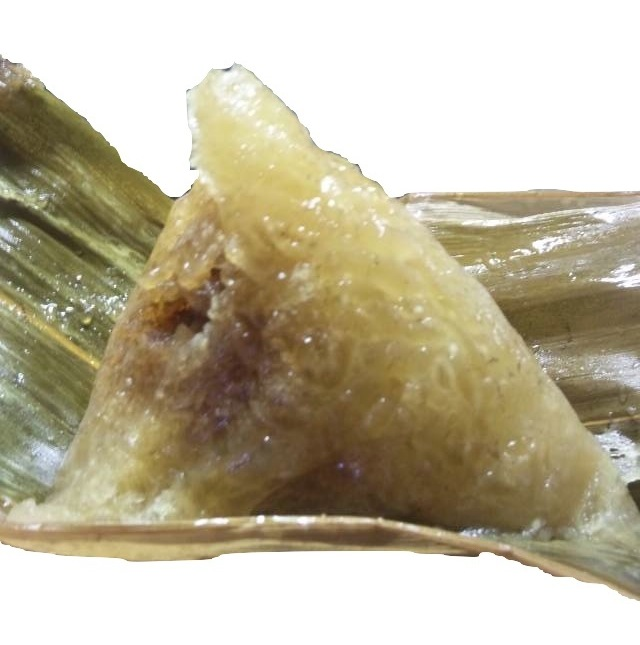
Nhân đậu đỏ trong bánh ú Quảng Đông

## Lịch sử

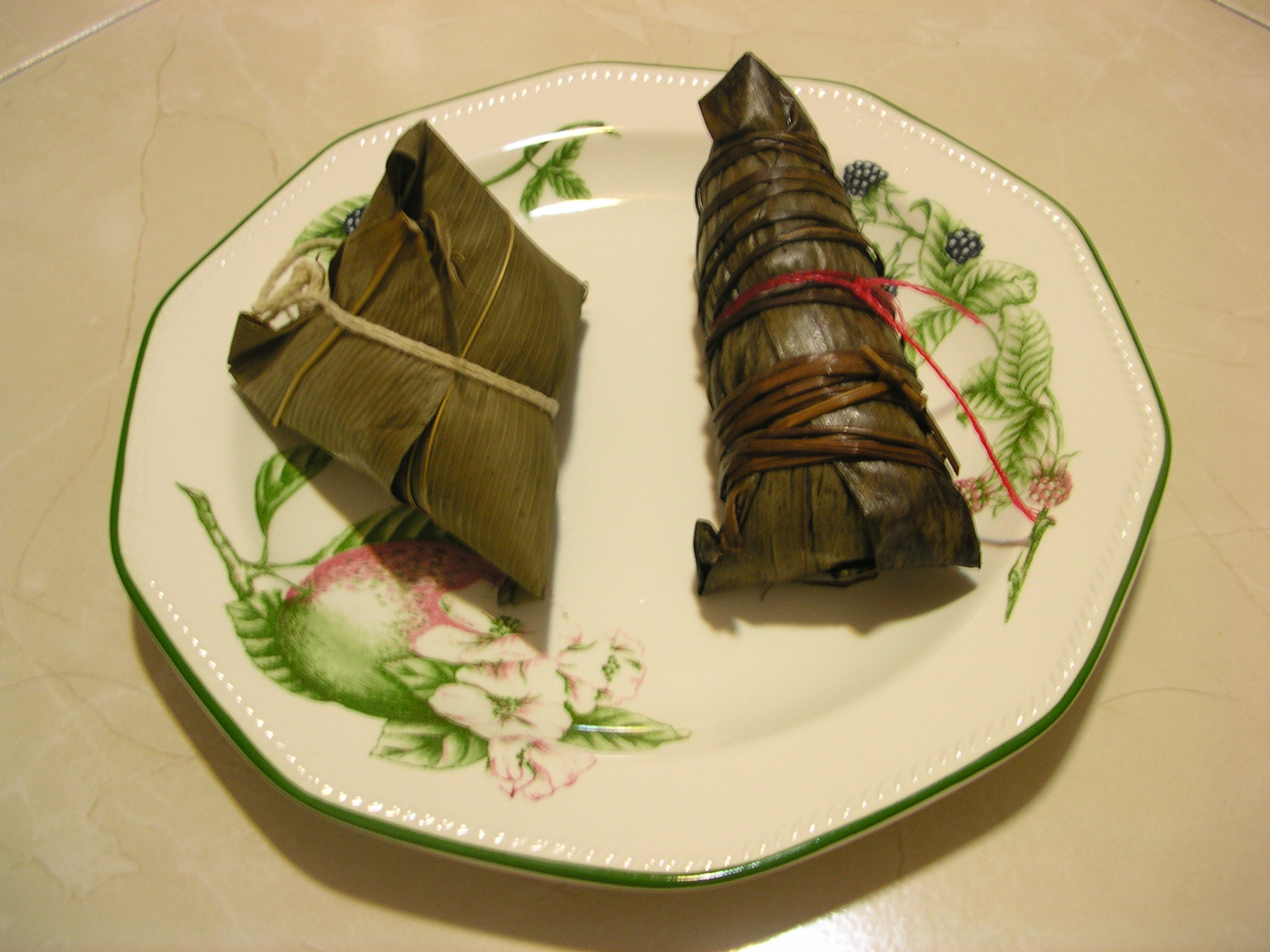
Bánh ú của người Hoa (bên phải, thắt dây đỏ) và bánh tro (bánh gio) của Việt Nam (bên trái buộc lạt) trên đĩa ăn

## Nguyên liệu

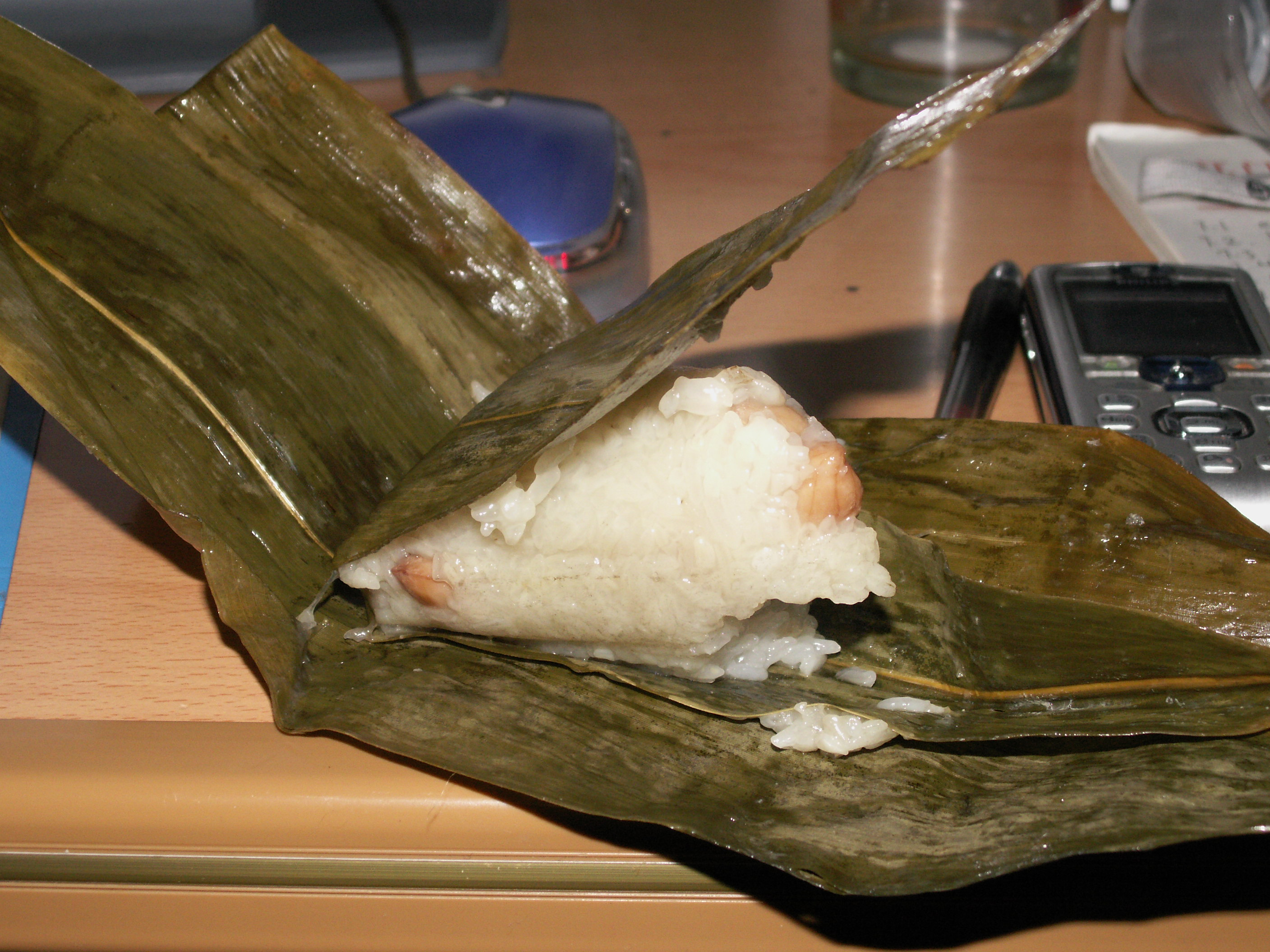
Bánh ú với nhân truyền thống được bóc lá